# Cymbopogon dieterlenii
Cymbopogon dieterlenii là một loài thực vật có hoa trong họ Hòa thảo. Loài này được Stapf ex Schweick. mô tả khoa học đầu tiên năm 1936.